# Iszapteknősfélék

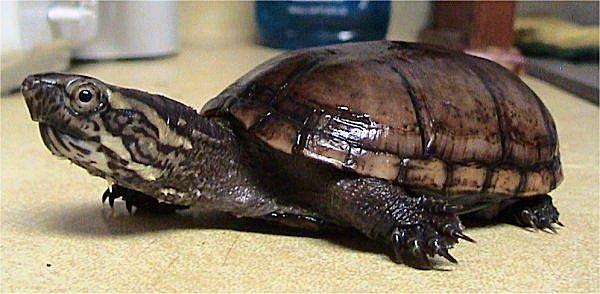
Pennsylvaniai iszapteknős (Kinosternon subrubrum)

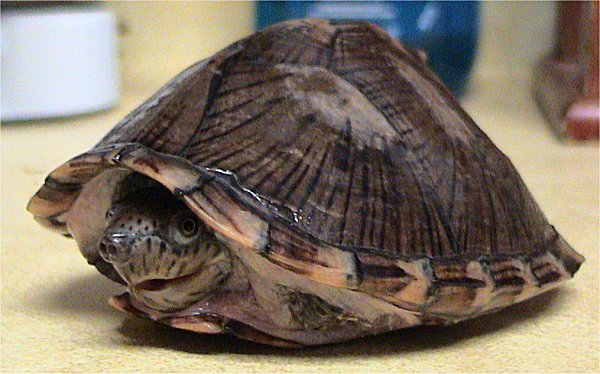
Fedeles pézsmateknős (Sternotherus carinatus)

Az iszapteknősfélék (Kinosternidae) a hüllők (Reptilia) osztályába és a teknősök (Testudines) rendjébe tartozó család

## Rendszerezés
A családba az alábbi 2 alcsalád, 4 nem és 23 faj tartozik

### Kinosterninae
A Kinosterninae alcsaládba   2 nem és  20 faj tartozik
- Kinosternon (Spix, 1824) – 16 faj
  - hegyesfejű iszapteknős (Kinosternon acutum)
  - alamosi iszapteknős (Kinosternon alamosae)
  - keskenymellű iszapteknős (Kinosternon angustipons)
  - csíkos iszapteknős (Kinosternon baurii)
  - yucatáni iszapteknős (Kinosternon creaseri)
  - Dunn-iszapteknős (Kinosternon dunni)
  - sárga iszapteknős (Kinosternon flavescens)
  - Kinosternon arizonense vagy Kinosternon flavescens arizonense
  - Herrera-iszapteknős (Kinosternon herrerai)
  - érdeslábú iszapteknős (Kinosternon hirtipes)
  - mexikói iszapteknős (Kinosternon integrum)
  - fehérszájú iszapteknős (Kinosternon leucostomum)
  - oaxacai iszapteknős (Kinosternon oaxacae)
  - déli iszapteknős (Kinosternon scorpioides)
  - sonorai iszapteknős (Kinosternon sonoriense)
  - pennsylvaniai iszapteknős (Kinosternon subrubrum)
- Sternotherus (Gray, 1825) – 4 faj  
  - fedeles pézsmateknős (Sternotherus carinatus) vagy (Kinosternon carinatum)
  - Sternotherus depressus vagy Kinosternon depressum
  - kis pézsmateknős (Sternotherus minor) vagy (Kinosternon minor)
  - közönséges pézsmateknős (Sternotherus odoratus) vagy (Kinosternon odoratum)

### Staurotypinae
A Staurotypinae alcsaládba  2 nem és 3 faj tartozik      
- Claudius (Cope, 1865) – 1 faj 
  - nagyfejű iszapteknős (Claudius angustatus)
- Staurotypus (Wagler, 1830) – 2 faj  
  - Salvin-keresztmellűteknős (Staurotypus salvini)
  - nagy keresztmellűteknős (Staurotypus triporcatus)